# George Gardiner (boxe anglaise)
Pour les articles homonymes, voir Gardiner.
George Gardiner est un boxeur américain né le 17 mars 1877 à Lisdoonvarna, Irlande, et mort le 8 juillet 1954  à Chicago, Illinois.

## Carrière
Passé professionnel en 1897, il devient champion du monde des mi-lourds le 4 juillet 1903 après sa victoire par KO au 12e contre Jack Root. Battu dès son combat suivant par Bob Fitzsimmons, Gardiner met un terme à sa carrière en 1908 sur un bilan de 45 victoires, 12 défaites et 8 matchs nuls.